# Buxus excisa
Buxus excisa är en buxbomsväxtart som beskrevs av Ignatz Urban. Buxus excisa ingår i släktet buxbomar, och familjen buxbomsväxter. Inga underarter finns listade i Catalogue of Life.